# Линдеманн, Йенс
Йенс Линдеманн (англ. Jens Lindemann; род. 1966, Пайне, Германия) ― канадский трубач и музыкальный педагог немецкого происхождения, лауреат международных конкурсов, в период с 1996 по 2001 год участник ансамбля Canadian Brass.

## Биография
Йенс Линдеманн родился в немецком городе Пайне в 1966 году. Вскоре после его рождения его семья эмигрировала в Канаду и поселилась в Эдмонтоне. Линдеманн начал заниматься на трубе в возрасте тринадцати лет. С 1979 по 1984 год он брал частные уроки у первого трубача Эдмонтонского симфонического оркестра Элвина Лоури. Дальнейшее музыкальное образование Линдеманн получил в университете Макгилла в Монреале у Джеймса Томпсона (с 1985 по 1989 год) и Джульярдской школе в Нью-Йорке под руководством Марка Гульда (с 1990 по 1992 год).
В 1992 году он занял первое место на конкурсах трубачей в Праге и Флориде. В 1993 году Линдеманн стал лауреатом третьей премии международного конкурса ARD в Мюнхене. С 1993 по 1996 год Йенс Линдеманн жил попеременно в Нью-Йорке и Эдмонтоне, много выступая на концертах сольно и в составе камерных ансамблей.
В 1996 году он стал участником брасс-квинтета Canadian Brass, заменив покинувшего ансамбль в том же году Фреда Миллса. В 2001 году Йенс Линдеманн покинул Canadian Brass и начал выступать как солист. Он выступал в качестве солиста со многими ведущими оркестрами Америки, Европы и Азии и сотрудничал с такими классическими и джазовыми музыкантами как Невилл Марринер, Анхель Ромеро, Шарль Дютуа, Док Северинсен, Джерерд Шварц и Эйдзи Оуэ. С 2001 года Линдеманн живёт в Лос-Анджелесе и преподаёт в Калифорнийский университет в Лос-Анджелесе (UCLA Herb Alpert School of Music).

## Дискография

### Соло
- Flying Solo (2003)
- Rising Sun (2005)
- The Classic Trumpet (2008)

### В составе Canadian Brass
- Canadian Brass Plays Bernstein (1996)
- Christmas Experiment (1997)
- All You Need is Love (1998)
- A Christmas Gloria (1999)
- Take the "A" Train (1999)
- Canadian Brass Celebration (1999)
- Bach - Goldberg Variations (2001)